# スタロヴァ・ヴォラ製鉄所

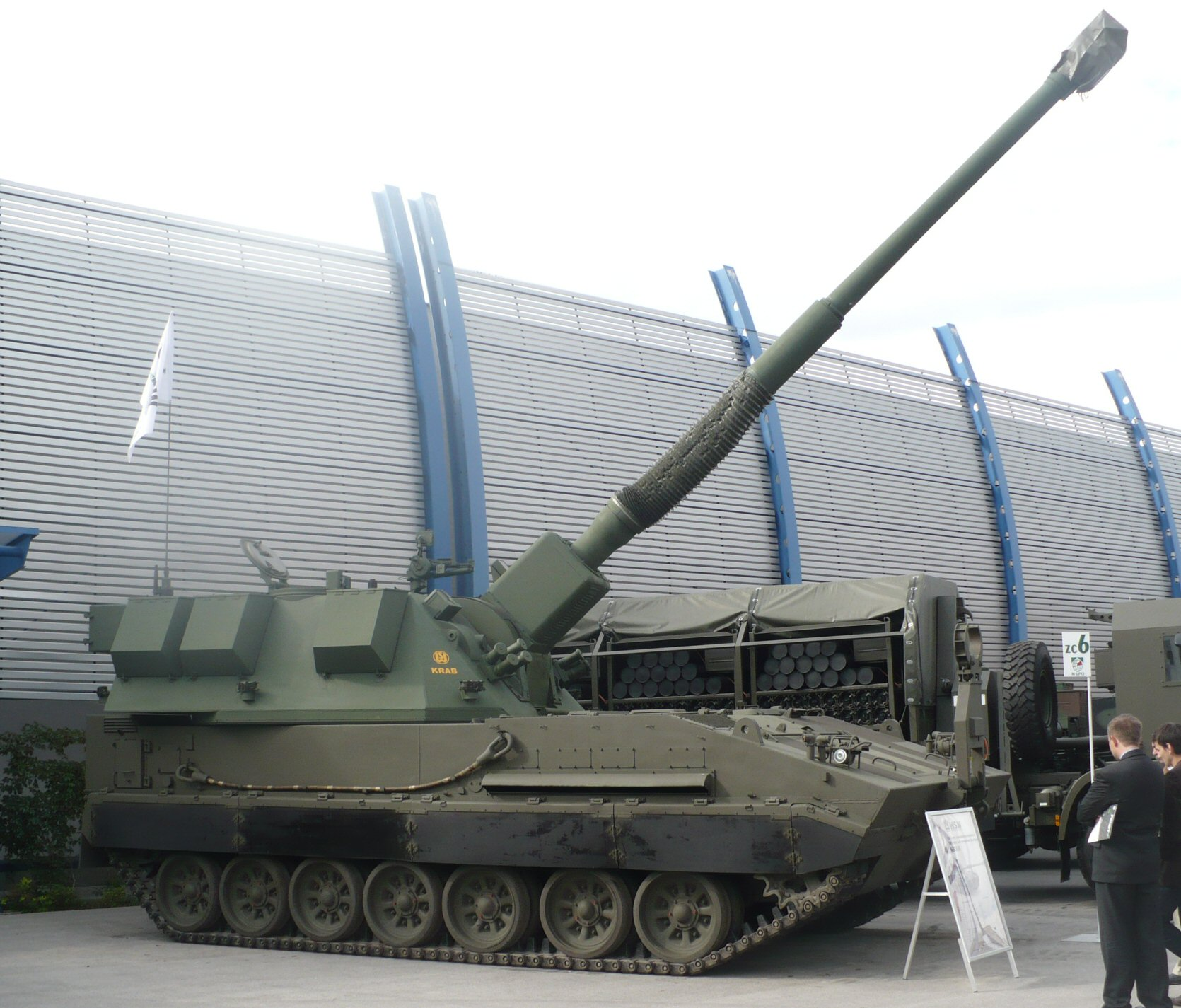
155mm クラブ自走榴弾砲

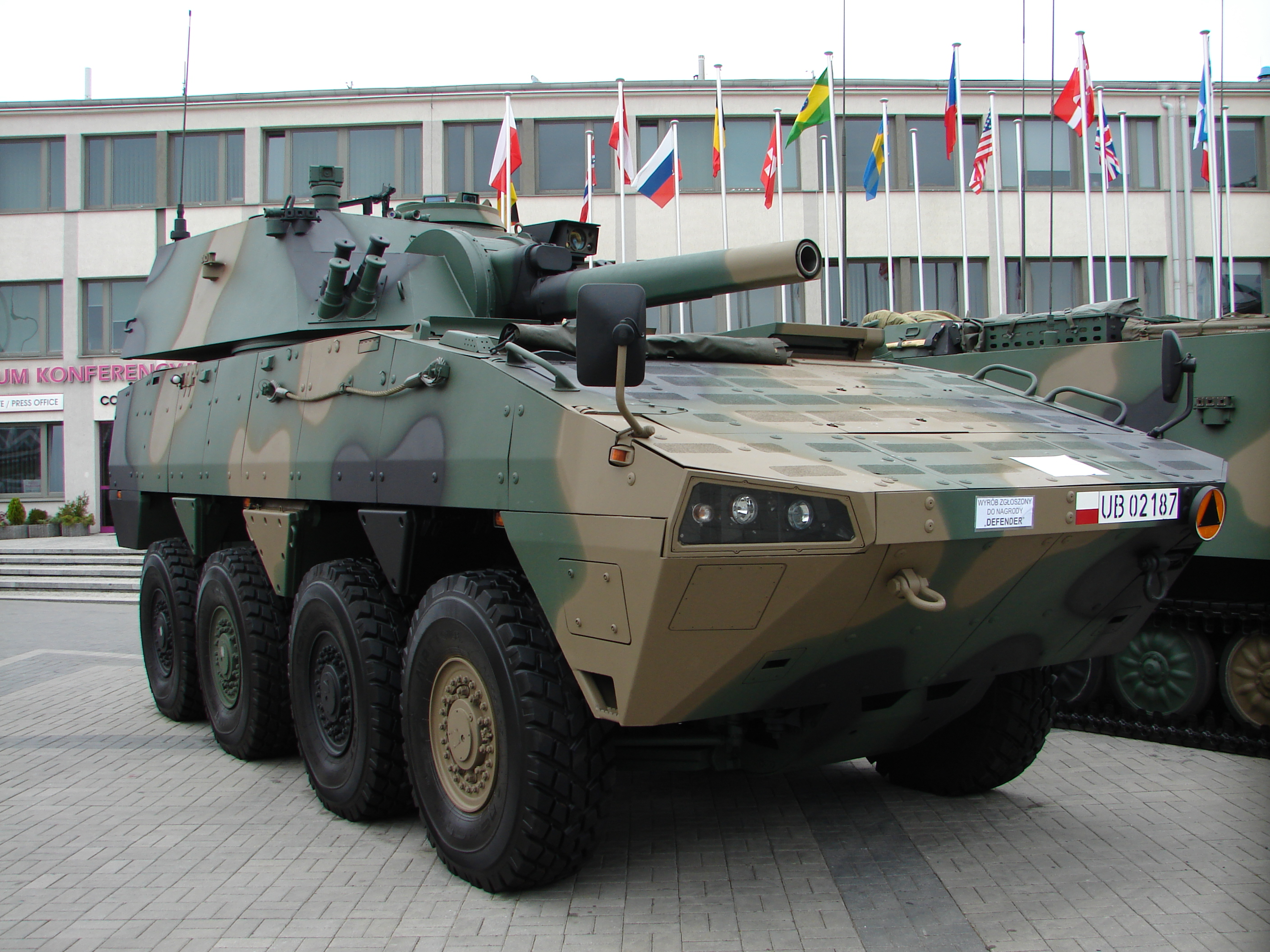
ロソマクRAK120mm自走迫撃砲

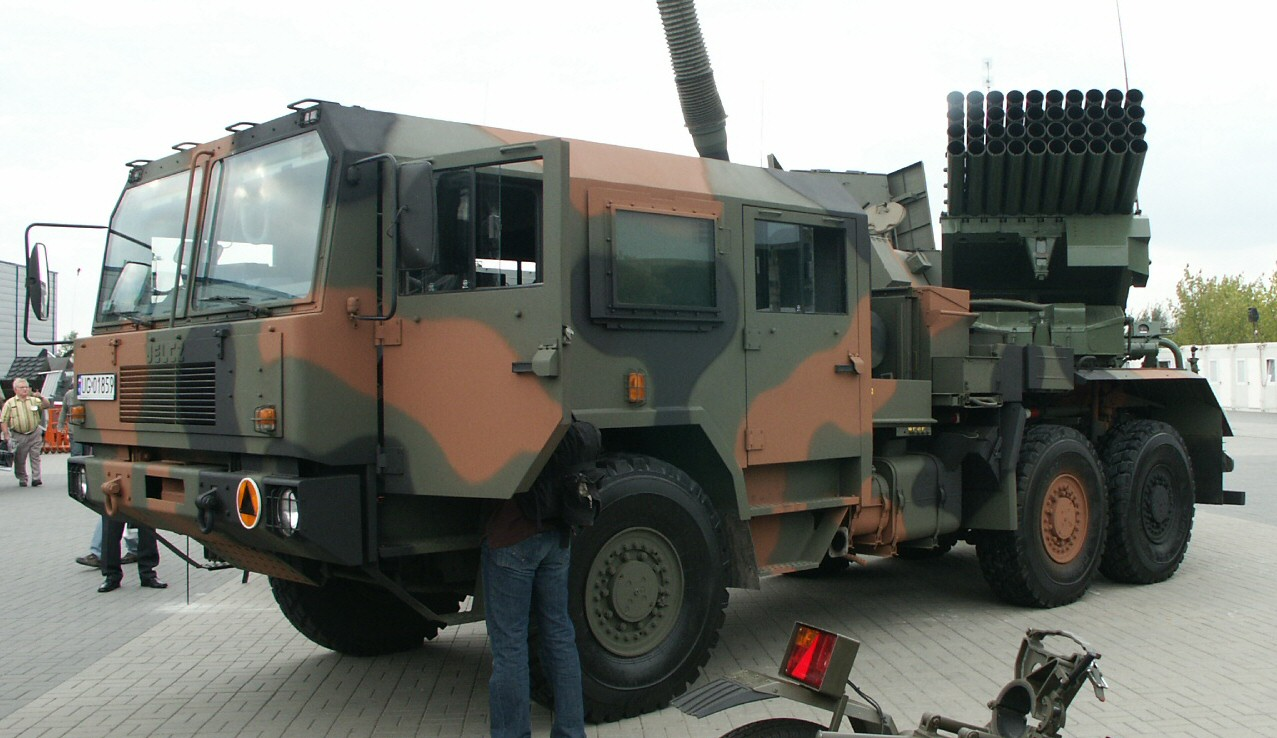
WR40 ラングスタ

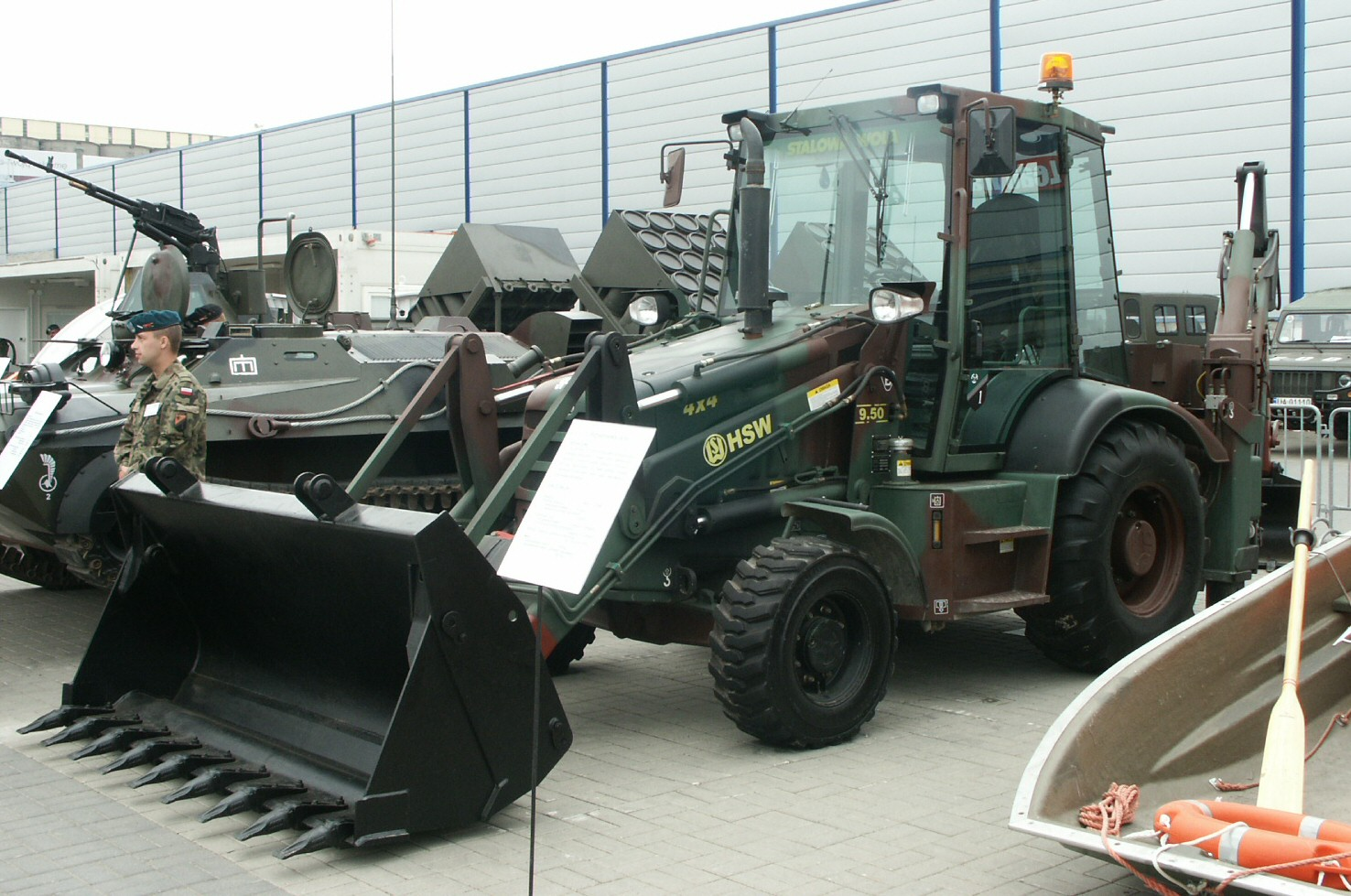
HSW 9.50

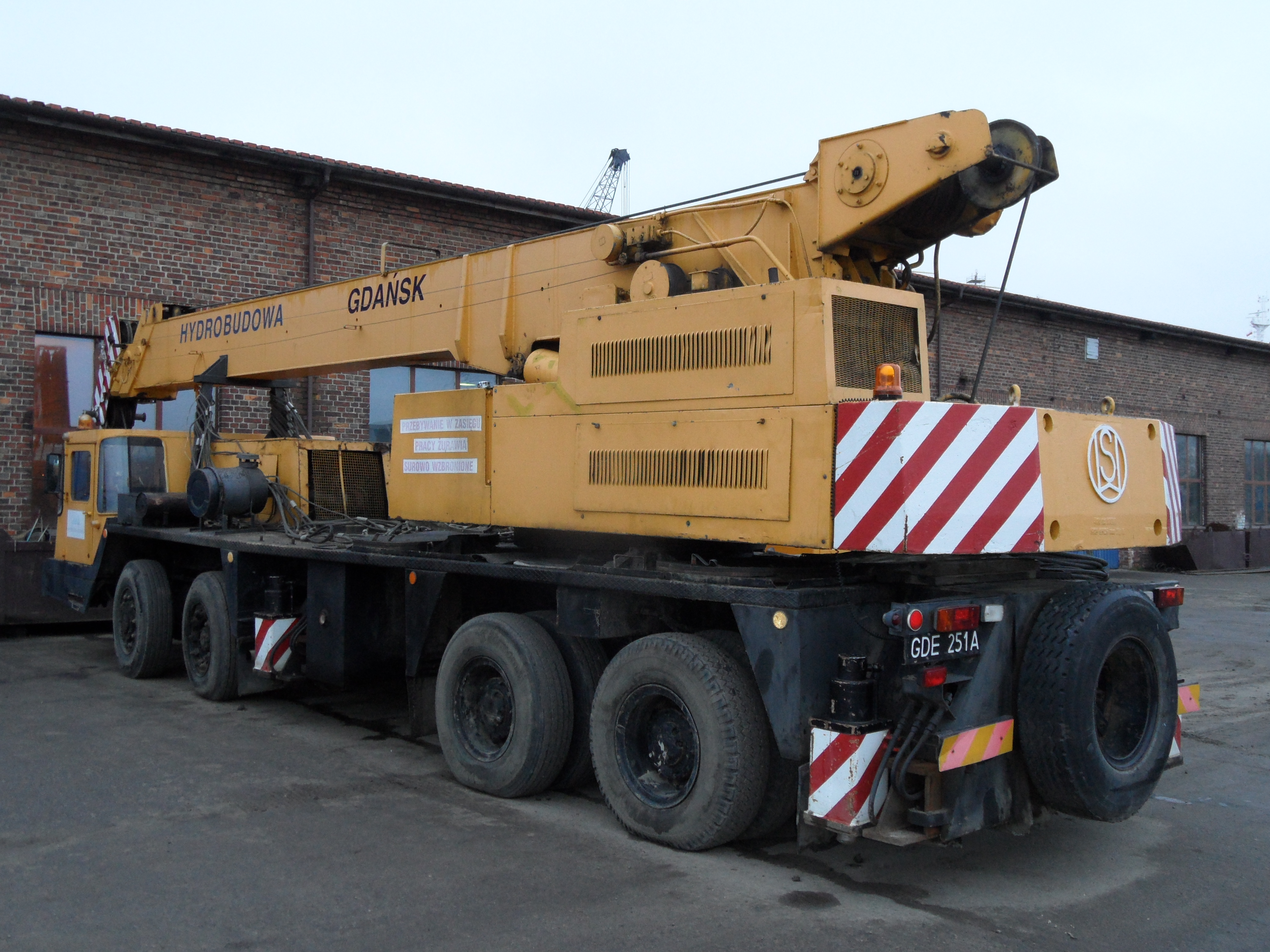
HSW社製 油圧クレーン車

Huta Stalowa Wola （HSW SA、スタロヴァ・ヴォラ製鉄所、もしくは フタ・スタロバ・ボラ社）は、ポーランドのスタロヴァ・ヴォラ市に本拠を置く大手軍需企業、製鉄所である。

## 歴史
ポーランド最大の経済プロジェクトのひとつ『中央工業地域計画(en) 』（ドイツとソビエトの国境から離れた国の中央部に軍事製造拠点と重要技術を集約・経済の強化・失業率低下を狙った計画）によって、1938年に創立された。
2011年1月18日に中国の広西柳工機械によるHSW土木機械部門の買収に関する基本合意を締結し、2012年2月1日買収された。
2012年4月2日にポーランド大型車製造メーカーイェルチ社の株式を100%取得し子会社とした。

## 主な製品
- AHSクラプ 155mm自走榴弾砲
- WR-40 ラングスタ
- ロソマク 120mm自走迫撃砲